# Lliga alemanya de futbol 2004-05
La Fußball-Bundesliga 2004-05 va ser la 42a edició de la Lliga alemanya de futbol, la competició futbolística més important del país.

## Classificació
- Font: www.resultados-futbol.com/bundesliga2005'